# Дюздже (вилает)
Дюздже (на турски: Düzce) е вилает в Северна Турция на брега на Черно море. Административен център на вилаета е едноименният град Дюздже. Вилает Дюздже е с население от 405 131 души (2023 г.) и обща площ от 2567 кв. км. Разделен е на 8 общини. Губернатор е Селчук Аслан.

## Население
Численост на населението на вилаета и на едноименният град според преброяванията през годините:
| Година | Вилает       | Град    |
| ------ | ------------ | ------- |
| 1990   | Няма информ. | 65 209  |
| 2000   | 314 266      | 56 649  |
| 2012   | 342 281      | 140 201 |
| 2018   | 377 610      | 169 111 |
| 2023   | 405 131      | 194 097 |